# Volkswagen T-Cross
El Volkswagen T-Cross (denominación interna: Typ C1) es un SUV del segmento B del fabricante alemán Volkswagen. Se construye sobre la plataforma de bloque de construcción transversal modular A0 (MQB) (en alemán: Modularer Querbaukasten) y llegó en abril de 2019 al mercado. El vehículo se posiciona debajo del T-Roc en Europa o del Tarek en América, y es el modelo SUV más pequeño de Volkswagen. 
A partir de la definición de Jato Dynamics, el T-Cross pertenece (como el T-Roc) al segmento B-SUV, un segmento con la cuota de mercado más grande en India y Brasil (cerca del 70%), seguido de Europa (37%). y ahora Argentina.

## Historia
En el Salón del Automóvil de Ginebra de marzo de 2016 se vio un primer vistazo del modelo SUV en formato del Volkswagen Polo VI con el prototipo de automóvil Volkswagen T-Cross Breeze. Este vehículo, a diferencia de la versión de producción, es un descapotable de cuatro plazas con techo de lona. Exteriormente es parecido al concepto del T-Roc presentado dos años antes. El T-Cross Breeze mide 4.13 metros de largo, 1.80 metros de ancho y 1.56 metros de alto. El prototipo está propulsado por un motor TSI de un litro con 110 PS (81 kW) y 175 Nm de torque. El T-Cross Breeze llega a los 100 km/h en 10.3 segundos, y tiene una velocidad máxima de 188 km/h. El consumo estaba estimado en 5.0 litros cada 100 km.
|                                                   |
| VW T-Cross Breeze en el Genfer Auto-Salon de 2016 |

|                 |
| Vista posterior |

El vehículo utilitario realizado en serie se presentó oficialmente el 25 de octubre de 2018 en Ámsterdam, São Paulo y Shanghái, y estuvo disponible como versión 1st Edition. El T-Cross se entrega desde el 19 de abril de 2019. Para el mercado europeo el SUV se fabrica en la fábrica española de Volkswagen en Pamplona, Navarra; igual que el Volkswagen Polo VI con quien comparte plataforma. Adicionalmente el modelo se termina con ligeras modificaciones específicas para sus mercados en China y Brasil (Largo: 4,22 m, Batalla: 2,65 m).

## Tecnología

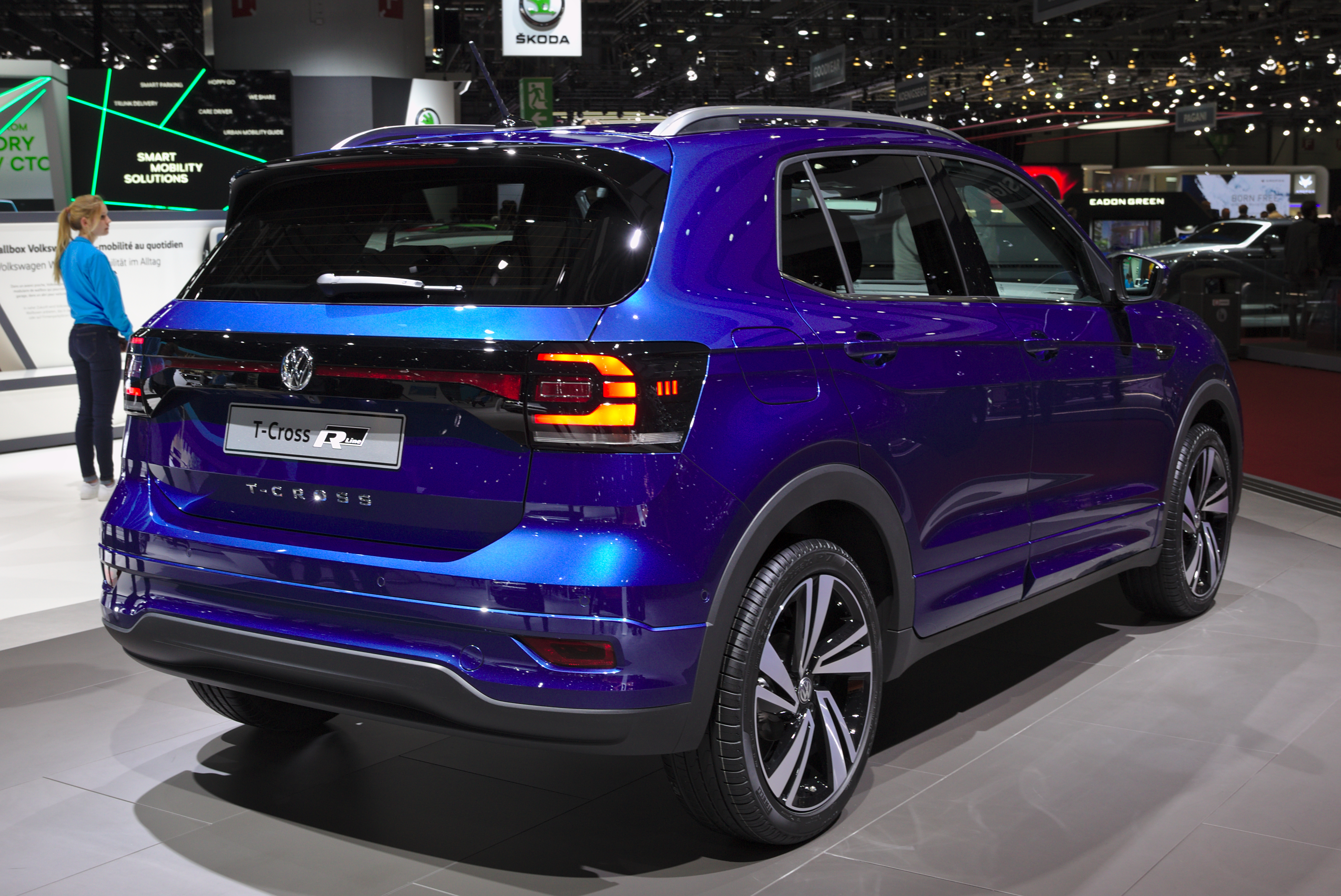
T-Cross R-Line Vista trasera

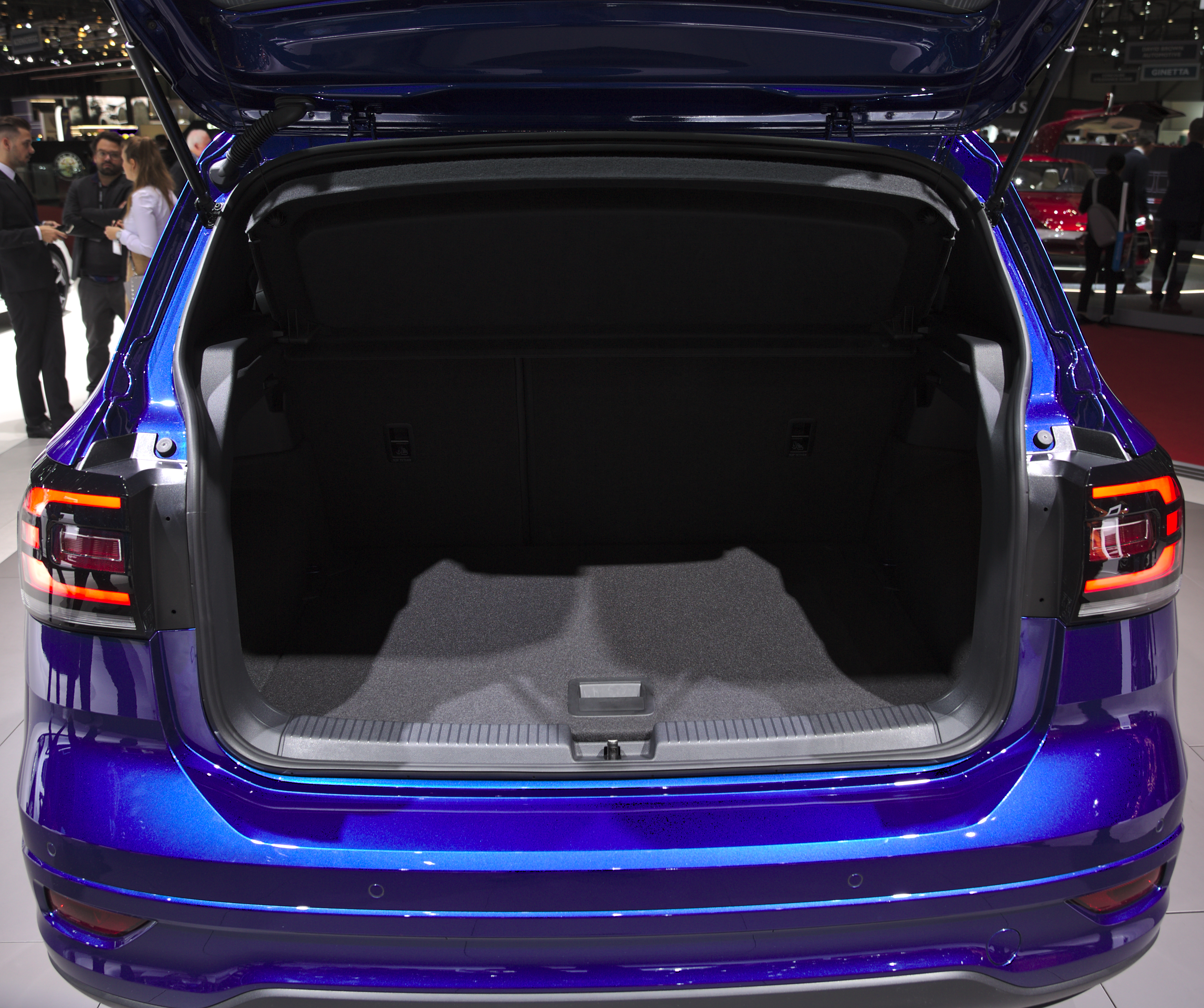
Maletero

El T-Cross se construye sobre la plataforma MQB A0 del Grupo Volkswagen, que el grupo utiliza también en el Volkswagen Polo VI, el Virtus, el Audi A1 GB, el SEAT Ibiza 6F y el SEAT Arona. El modelo europeo tiene una fila trasera desplazable y de manera opcional respaldos abatibles.
Volkswagen anuncia que mide 4,11 metros de largo. Esta plataforma técnicamente impide que pueda ofrecer una tracción en todas las ruedas, por lo que es una tracción a dos ruedas con llantas de 16 a 18 pulgadas.
El T-Cross ofrece un asiento trasero deslizante que varía el volumen del maletero de 385 a 455 litros, y en su tablero heredado del Polo, recibe la pantalla "Pantalla de información activa" para información y entretenimiento.
Al igual que su competidor reciente, el Citroën C3 Aircross, ofrece faros en dos pisos con una firma luminosa en la parte superior.
La versión producida en Brasil para América Latina es ligeramente diferente. La modificación más importante ocurre en la carrocería, que es 88 mm más larga para este mercado gracias a una distancia entre ejes mayor que permite incrementar el volumen de carga y el espacio para pasajeros. En todas sus versiones incluye seis bolsas de aire, control electrónico de estabilidad, frenos ABS, equipo eléctrico, reproductor de música, volante multifunción y rines de aluminio de 15". Conforme se escala en versiones se puede optar por un sistema de infotenimiento con pantalla de 6.5 u 8 pulgadas, climatizador automático, rines más grandes, luces de conducción diurna de LED, sensores de proximidad, cámara de reversa y quizá espejo retrovisor electrocromático. La versión más equipada contará con cuadro de instrumentos digital.

## Líneas de equipamiento
Hay cuatro líneas de equipamiento disponibles para el T-Cross en Europa:
- T-Cross
- Life
- Style
- R-Line

En Brasil se ofrecen en tres versiones distintas:
- 200 TSI. (Motor 1.0 TSI con 116 PS utilizando gasolina o 128 PS con etanol). Con asistente para partida en pendientes/subidas ("Hill Hold Control") y seis bolsas de aire. Con caja manual de 6 velocidades.
- Confortline 200 TSI. Con aire acondicionado digital "Climatronic", asiento de conductor con ajuste lumbar y cámara para ayuda en maniobras en marcha en reversa. Con caja automática de 6 marchas.
- Highline 250 TSI. (Motor 1.4 TSI con 150 PS). Con asientos cubiertos en piel sintética (cuero), espejo retrovisor interno electrocrómico, iluminación ambiental de LEDs y la única con motor 250 TSI. Con caja automática de 6 marchas.

En Ecuador se ofrecen tres versiones distintas (solo con motor MSI) 
Todas las versiones comercializadas en Ecuador cuentan con el mismo equipo de seguridad. también cuentan con camara de reversa y ajuste lumbar, sin embargo, ninguna versión de Ecuador cuenta con "Front Asist" y/o Sistema autónomo de Frenado de Emergencia ofrecido en otros países de la región
- Trendline 160 MSI  (Motor 1.6 MSI de gasolina). Con cluster digital "Virtual Cockpit" de 8 pulgadas" y sistema "VW Play" de 10,1 pulgadas
- Confortline 160 MSI (Motor 1.6 MSI de gasolina) Con equipamiento superior, cuenta con techo panorámico, aire acondicionado digital "Climatronic"  y transmisión manual de 6 velocidades, además de, sistema autónomo de frenado en retroceso, espejo electrocrómico automático
- Highline 160 MSI (Motor 1.6 MSI de gasolina). Es la versión tope de gama en Ecuador, cuenta con asientos cubiertos en Eco-Cuero, no cuenta con techo panorámico

## Producción
La producción del T-Cross comenzó a finales de 2018 y principios de 2019 de manera simultánea en tres lugares de producción en tres continentes distintos.
- Pamplona, España, Volkswagen Navarra S.A. (La fábrica principal del Polo desde 1984, Cifras de 2018: Entrega de 272.272 vehículos de los cuales 231 fueron T-Cross, empleados 4.764, espacio 1,63 km², de los cuales 22 % tienen construcción)[7]
- São José dos Pinhais, Curitiba, Paraná, Volkswagen do Brasil (la fábrica principal del Fox desde 2003, entrega de alrededor de 200.000 vehículos, empleados alrededor de 3.000 con producción de T-Cross, espacio 1,3 km², de los que 26 % tienen construcción)[8]
- Anting, Shanghái, China, SAIC Volkswagen (SVW) (Operación conjunta desde 1988, la fábrica de Anting 1–3: Entrega de alrededor de 500.000 vehículos, empleados alrededor de 20.000 incluyendo la fábrica de motores 1–2)[9]

La cobertura de los mercados individuales estrechamente relacionada con conceptos técnicos (batalla, estándares de emisiones), el posicionamiento local y la situación con sus competidores. Pamplona provee a mercados maduros que tienen buena cobertura hacia arriba y diferenciación (T-Roc, Tiguan). Curitiba provee a mercados emergentes con la versión larga, en donde el T-Cross está posicionado en una categoría más alta. Generalmente, de esta forma es el modelo SUV inmediatamente más bajo a la versión larga del Tiguan (Allspace) en Latinoamérica (en lo que llega el Tarek), por debajo del T-Cross se ofrecen en parte otros tipos de versiones SUV del Fox (por ejemplo Crossfox en Perú, Fox Xtreme en Brasil). Anting provee la versión larga solo en el mercado local de transportes en China. Este se ofrece internamente de manera paralela al T-Roc fabricado por FAW-Volkswagen con batalla normal en China.
- desde Pamplona (España): Europa, Reino Unido y Sudáfrica (los últimos ambos con volante a la derecha)[13]
- desde Curitiba (Brasil): Latinoamérica, África (sin Sudáfrica), Asia (sin China)[14][15]

## Datos Técnicos

### Europa
En Europa Volkswagen ofrece el T-Cross en cuatro variantes de tren motriz: un motor un litro TSI con 70 kW (95 PS) o 85 kW (115 PS), un motor 1.5 litros TSI con 110 kW (150 PS) y un motor 1.5 litros TDI con 70 kW (95 PS). A diferencia de los otros SUV de Volkswagen, el T-Cross está disponible exclusivamente con tracción delantera. Todas las variantes cumplen los estándares de emisiones Euro-6d-TEMP y se equipan con un sistema start-stop. Dependiendo del motor está disponible una caja manual de 5 marchas, una manual de 6 marchas o una caja de doble embrague de 7 niveles.

### Latinoamérica
El modelo construido en Brasil será exportado a México con un motor 1.6 litros atmosférico capaz de generar 82 kW (110 hp) y 114 lb ft de torque, asociado a una caja automática Tiptronic de seis velocidades. Será el segundo carro en la alineación mexicana de Volkswagen en utilizar la nueva plataforma modular MQB A0 (después del Virtus), que también se utiliza en el SEAT Arona y el Ibiza.
También estará disponible con un sistema de infotenimiento con Compotision Media y Apple CarPlay de 6.5 pulgadas, seis bolsas de aire, frenos ABS y control electrónico de estabilidad, así como freno automático post-colisión disponibles en todas las versiones. Obtuvo una calificación de cinco estrellas por parte del Latin NCAP en 2019 (protocolo obsoleto). Volkswagen de México confirmó que llegará al mercado mexicano en noviembre de 2019 con precios entre $345,000 y $395,000 MXN.

## Galería
|                                                        |
| T-Cross en el Salón del Automóvil de São Pablo en 2018 |

|                               |
| Interior de un T-Cross R-Line |

|                                           |
| En el Salón del Automóvil de Ginebra 2019 |

|                                           |
| En el Salón del Automóvil de Ginebra 2019 |

|                              |
| T-Cross R-Line vista trasera |